# Рогун-Кажинское сельское поселение
Рогун-Кажинское се́льское поселе́ние — муниципальное образование в Ножай-Юртовском районе Чечни Российской Федерации.
Административный центр — село Рогун-Кажа.

## История
Статус и границы сельского поселения установлены Законом Чеченской Республики от 20 февраля 2009 года № 11-РЗ «Об образовании муниципального образования Ножай-Юртовский район и муниципальных образований, входящих в его состав, установлении их границ и наделении их соответствующим статусом муниципального района и сельского поселения».

## Население
| 2010  | 2012  | 2013  | 2014  | 2015  | 2016  | 2017  |
| ----- | ----- | ----- | ----- | ----- | ----- | ----- |
| 1200  | ↗1252 | ↗1270 | ↗1317 | ↗1324 | ↗1348 | ↗1378 |
| 2018  | 2019  | 2020  | 2021  | 2023  | 2024  |       |
| ↗1418 | ↗1449 | ↘1448 | ↘1173 | ↗1179 | ↘1178 |       |

## Состав сельского поселения
| № | Населённый пункт | Тип населённого пункта       | Население |
| - | ---------------- | ---------------------------- | --------- |
| 1 | Бильты           | село                         | ↗305      |
| 2 | Ишхой-Хутор      | село                         | ↗205      |
| 3 | Рогун-Кажа       | село, административный центр | ↗367      |
| 4 | Хочи-Ара         | село                         | ↗323      |